# Manganeses de la Lampreana
Manganeses de la Lampreana – gmina w Hiszpanii, w prowincji Zamora, w Kastylii i León, o powierzchni 60,02 km². W 2011 roku gmina liczyła 552 mieszkańców.